# Gianmarco Begnoni
Gianmarco Begnoni, né le 20 mars 1996, à Peschiera del Garda, est un coureur cycliste italien.

## Biographie
Gianmarco Begnoni obtient plusieurs titres de champion d'Italie sur piste dans les catégories de jeunes. Sur route, il se distingue lors de la saison 2014 en remportant une étape de la Course de la Paix juniors et du Grand Prix Rüebliland, deux manches de la Coupe des Nations Juniors (moins de 19 ans). 
De 2015 à 2019, il s'illustre chez les amateurs italiens en obtenant de nombreuses victoires au sprint. Il passe ensuite professionnel en 2020 au sein de l'équipe Vini Zabù-KTM. Il quitte cependant l'effectif dès le 1er février.

## Palmarès sur route

### Par année
- 2012
  - 3e de la Coppa d'Oro
- 2014
  - 1re étape de la Course de la Paix juniors
  - 2e étape du Grand Prix Rüebliland
- 2015
  - Coppa Belricetto
  - 2e du Circuito del Termen
  - 2e du Circuito dell'Assunta
  - 3e du Trophée Visentini
  - 3e du Mémorial Benfenati
  - 3e du Gran Premio Somma
- 2016
  - Coppa San Vito
  - 3e du Mémorial Benfenati
- 2017
  - Coppa Belricetto
  - Trophée Antonietto Rancilio
  - Mémorial Cochi Boni
  - 2e de la Coppa San Bernardino
  - 2e du Mémorial Vincenzo Mantovani
  - 2e de la Coppa Comune di Livraga
- 2018
  - Gran Premio dell'Industria a Civitanova Marche
  - Coppa Belricetto
  - Trophée Visentini
  - Mémorial Gianni Biz
  - Coppa Comune di Livraga
  - Circuito Molinese
  - 2e de l'Alta Padovana Tour
  - 3e du Trophée de la ville de Castelfidardo
  - 3e du Circuito dell'Assunta
- 2019
  - Coppa San Bernardino
  - Trofeo Gruppo Meccaniche Luciani
  - Gran Premio della Possenta
  - Trophée de la ville de Castelfidardo
  - 2e de l'Alta Padovana Tour
  - 3e de la Medaglia d'Oro Fiera di Sommacampagna

### Classements mondiaux
| Année           | 2018   |
| --------------- | ------ |
| UCI Europe Tour | 1 181e |

## Palmarès sur piste

### Championnats nationaux
- 2013
  -  Champion d'Italie de l'américaine juniors (avec Davide Plebani)
  -  Champion d'Italie de vitesse par équipes juniors (avec Davide Plebani et Alberto Dell'Aglio)
- 2014
  -  Champion d'Italie de l'omnium juniors[7]
  - 3e du championnat d'Italie de l'américaine juniors